# Cal Pau (Rellinars)
Cal Pau és una masia situada a Rellinars, en el barri de Les Codines (Rellinars). La masia està situada al camí de Can Fornells número 3. Les terres on està ubicada la masia formaven part del Marquès de Castellbell. A finasl del Segle XVIII, el terreny va ser comprat a la família del Mas de Les Codines situat a 500 metres.Cal Pau va ser edificada l'any 1800, com es pot veure a la llinda de la porta principal, i ha estat remodelada des d'ençà.
El primer habitant va ser Joan Miralda, de Cal Miralda, masia situada al poble de Sant Salvador de Guardiola. Des de la construcció ha format part del patrimoni de la família Miralda. En total 11 generacions han viscut dins de la casa. En l'any 2009 la masia va ser declarada Bé d'Interés Municipal per l'Ajuntament de Rellinars, juntament amb altres edificacions de la zona.

## Descripció
Cal Pau consisteix en una edificicació als quatre vents, de planta rectangular. La façana està orientada cara sud, amb un carener paral·lel a la façana principal. Presenta una composició simètrica de les seves obertures, a partir de dos eixos de verticalitat. Al centre de la façana, apareix la porta d'accés amb un arc rebaixat de pedra pinyolenca, amb la data gravada de 1800. Per sobre una finestral amb persiana de rodet, muntants i llinda també de pedra pinyolenca i balcó de ferro. A les golfes, una finestra més petita de la qual destaca l'ampit volat de pedra.
A la façana de llevant l'antic celler amb la tina adossada a la façana sud. Els paraments es de pedra i argamassa, actualment arrebossada amb ciment. Al davant de la casa hi ha una era de cairons, molts d'ells amb decoracions de ditades dobles i triples.